# Ronald Gerard Connors

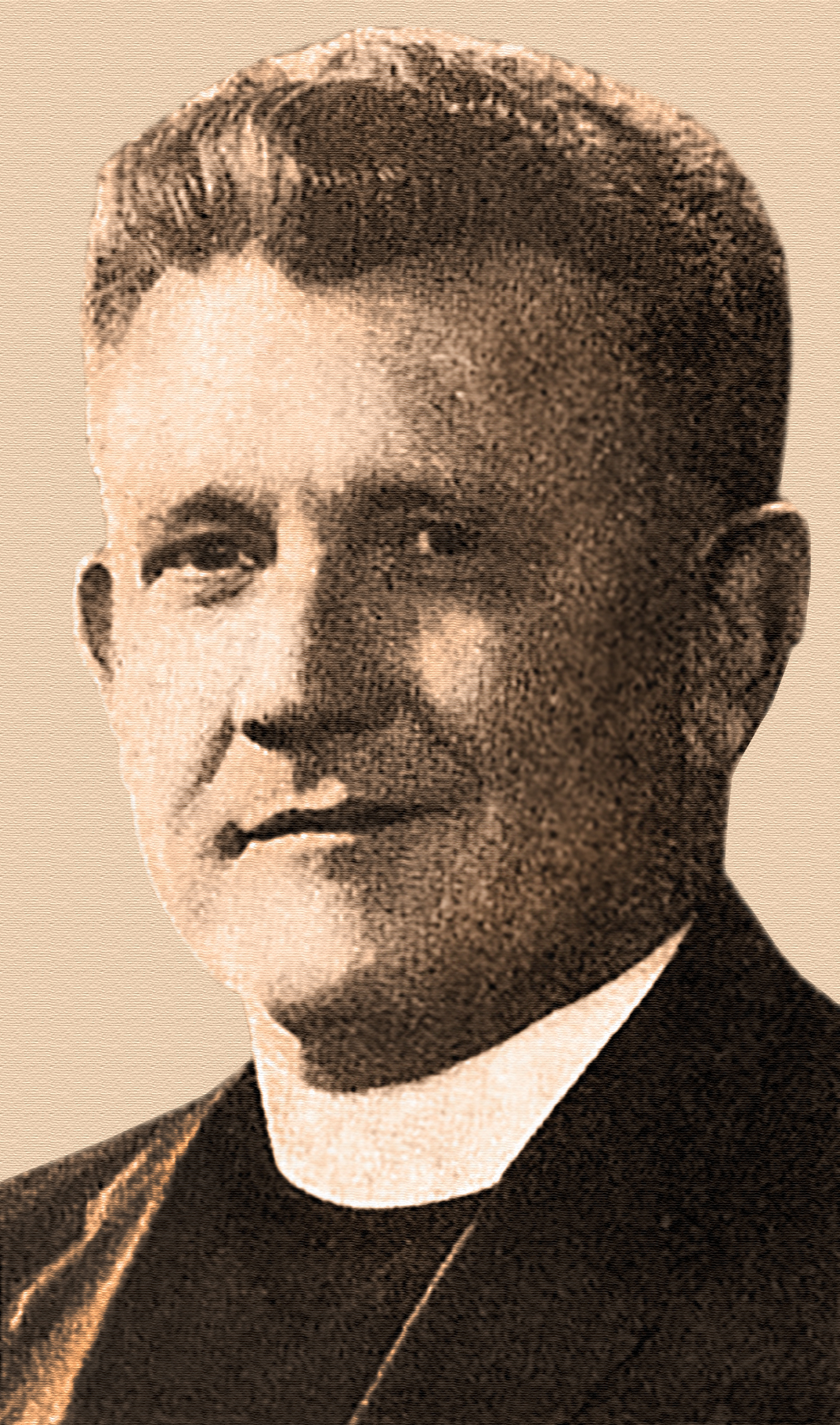
Ronald Gerard Connors

Ronald Gerard Connors CSsR (* 1. November 1915 in Brooklyn; † 27. November 2002) war Bischof von San Juan de la Maguana.

## Leben
Ronald Gerard Connors trat der Ordensgemeinschaft der Redemptoristen bei, legte am 2. August 1936 das Ordensgelübde ab und empfing am 22. Juni 1941 die Priesterweihe. Paul VI. ernannte ihn am 24. April 1976 zum Koadjutorbischof von San Juan de la Maguana und Titularbischof von Equizetum.
Der Erzbischof von Santo Domingo und Militärvikar der Dominikanischen Republik, Octavio Antonio Kardinal Beras Rojas, weihte ihn am 20. Juli desselben Jahres zum Bischof; Mitkonsekratoren waren Edwin Bernard Broderick, Altbischof von Albany, und Tomás Francisco Reilly CSsR, Bischof von Niamey.
Nach dem Rücktritt Tomás Francisco Reillys CSsR folgte er ihm am 20. Juli 1977 als Bischof von San Juan de la Maguana nach. Johannes Paul II. nahm am 20. Februar 1991 seinen altersbedingten Rücktritt an.